# كزافييه ألبرتيني
كزافييه ألبرتيني ولد يوم 28 يناير\كانون الثاني 1970 في رويان (شارينت ماريتيم)، هو محامٍ وسياسي فرنسي.

## العمل السياسي
ألبرتيني، وهو محامي أعمال بفعل الوظيفة، دخل السياسة في عام 1995 كمساعد برلماني لجان كلود إتيان. في البداية كان عضوًا في حزب RPR، وأصبح مسؤولًا منتخبًا لمدينة ريمس في عام 2001 مع جان لويس شنايتر.
وفي عام 2014، كان ألبرتيني النائب الثاني لرئيس بلدية ريمس، أرنو روبينيت، المسؤول عن الأمن والفعاليات والعيش الكريم والانتخابات والعبادة. انتخب في يونيو 2022 لمنصب النائب.